# Ricardo Mestre Correira
Ricardo Jorge Mestre Correira (Faro, 11 de setembre de 1983) és un ciclista portuguès, professional des del 2005. Actualment corre a l'equip W52-FC Porto-Porto Canal.
En el seu palmarès destaca, per damunt de tot, la victòria en la Volta a Portugal del 2011.

## Palmarès
- 2006
  - Vencedor d'una etapa de la Volta a Portugal
- 2008
  - Vencedor d'una etapa del Gran Premi Internacional Paredes Rota dos Móveis
- 2010
  - 1r al Gran Premi do Minho
  - Vencedor d'una etapa de la Volta a Bulgària
- 2011
  - 1r al Trofeu Joaquim Agostinho i vencedor d'una etapa
  - 1r a la Volta a Portugal i vencedor d'una etapa
- 2012
  - 1r al Trofeu Joaquim Agostinho i vencedor d'una etapa
  - 1r al Trofeu Sudoeste Alentejano e Costa Vicentina i vencedor d'una etapa
- 2018
  - Vencedor d'una etapa a la Volta a Astúries

### Resultats al Giro d'Itàlia
- 2013. 145è de la classificació general